# Kadré Désiré Ouédraogo

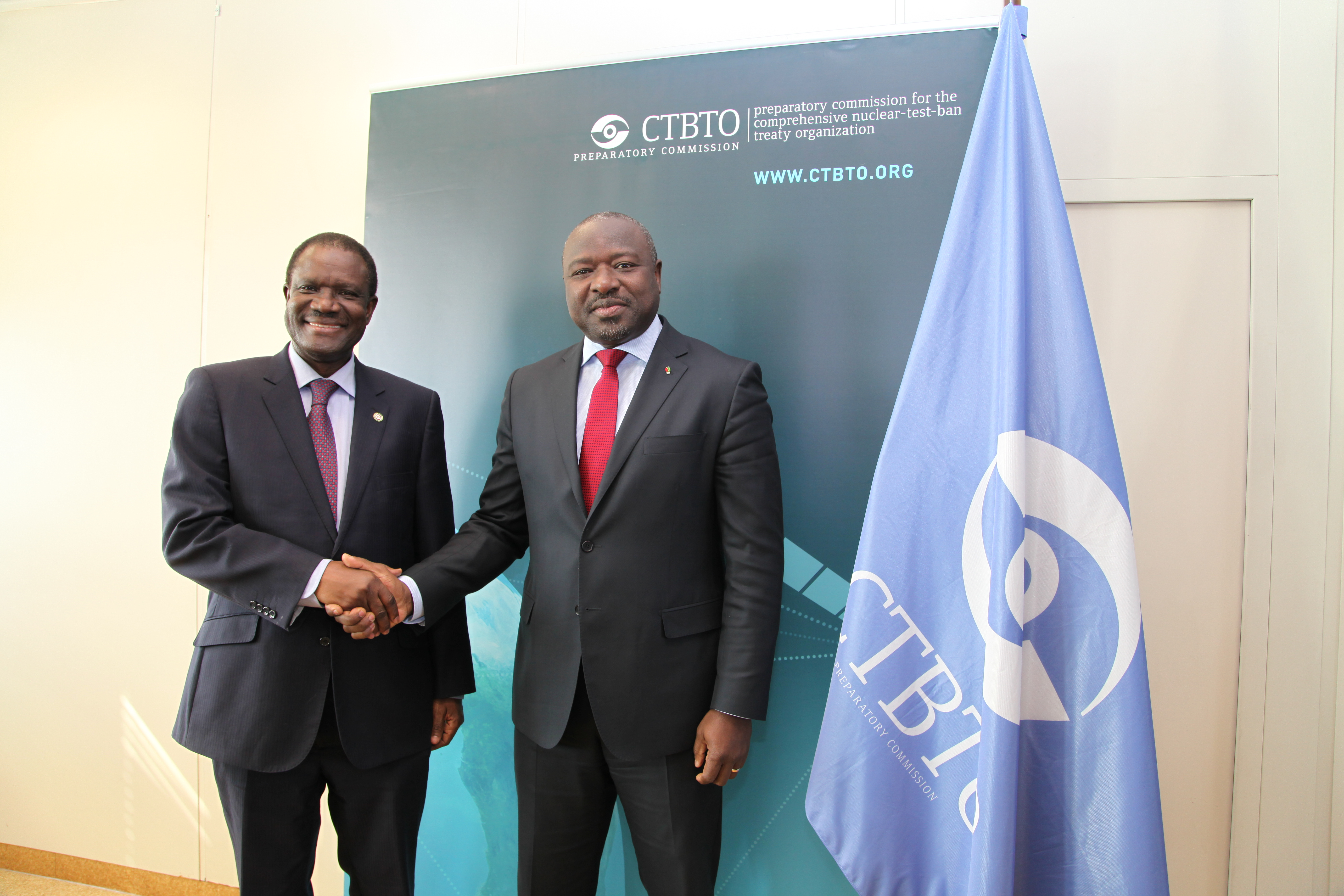
Kadré Désiré Ouédraogo (links), 2015

Kadré Désiré Ouédraogo (* 31. Dezember 1953) ist ein Politiker aus Burkina Faso. Während seiner Zeit als Politiker war er Mitglied der damals regierenden Kongresspartei für Demokratie und Fortschritt (CDP).
Vom 6. Februar 1996 bis zum 7. November 2000 bekleidete Ouédraogo das Amt des Premierministers von Burkina Faso. Anschließend wechselte er in den diplomatischen Dienst und war Botschafter seines Landes in Belgien und Großbritannien. Von 1. März 2012 bis 4. Juni 2016 war er Präsident der ECOWAS-Kommission.